# Alessandro Bazan
Pour les articles homonymes, voir Bazan.
Alessandro Bazan né le 21 février 1966 à Palerme est un peintre italien.

## Biographie
Alessandro Bazan a étudié de 1984 à 1987 à l'Accademia di belle arti di Urbino,.
Peintre figuratif, représentant et leader depuis les années 1990 de l'école de Palerme, il est parmi les premiers peintres siciliens à redécouvrir la peinture de Renato Guttuso, en la réinterprétant et en la mélangeant à la culture pop et au cinéma.
En 2005, il expose l’anthologie Jazz Paintings au Palazzo della Penna à Pérouse, avec un catalogue publié par Skira et réalisé Luca Beatrice. En 2012, il expose à la Galerie d'art moderne de Palerme, avec l'exposition « Moderna ». Il participe également aux Quadriennales de Rome en 1999 et 2008.
Quelques-unes de ses œuvres sont conservées au musée d'Art contemporain de Palerme.

## Style
Son art figuratif de style moderne est peint à l'huile sur toile ou fait l'objet de peintures murales. Il peint également des natures mortes. Il utilise entre autres la technique expressive libre[C'est-à-dire ?] et la technique de l'aérographe.